# 逃亡者 (1992年のテレビドラマ)
『逃亡者 The Fugitive』（とうぼうしゃ）は、フジテレビ系列で1992年7月1日 - 9月16日にかけて放送された田原俊彦主演のテレビドラマ。放送時間は水曜日22:00 - 22:54。平均視聴率11.6%。　

## 概要
東西銀行に勤める加山英治は、銀行ぐるみで行われた不正融資がマスコミに取りざたされ始めたため、支店長から身を隠すよう指示を受けるが、その日の午後に、銀行は、「加山が銀行から多額の金を横領したまま行方をくらましている」と発表し、その直後に支店長は自殺してしまう。加山は横領犯の罪を着せられたまま逃亡することになる。

## キャスト
- 加山英治：田原俊彦

エリート銀行員だったが、横領の罪を着せられ、反論の余地もないまま逃亡することになる。逃亡生活を続けるうち、殺人の濡れ衣も着せられてしまう。本来の性格は実直であるため、逃亡以降に関わった者のほとんどが味方となる。
- 生田久美：和久井映見

英治の同僚で恋人同士。彼の無実を信じ、逃亡の幇助をしていく内に周囲から孤立。銀行を退職し英治を待ち続けると告げる。
- 飯塚広：赤井英和

英治を追う刑事。久美に恋愛感情を抱く。
- 加山あや：八千草薫

英治の母。20年前に夫を亡くして以来、女手一つで英治を育ててきた。英治の無実を信じている。東西銀行から英治の横領した金の弁済として住む家を差し押さえられてしまう。
- 田村明：益岡徹

飯塚とコンビを組む刑事。英治を次第に追い詰めてゆくが、手錠を掛けながらも見逃した事もある。梨果に片想いをしている。
- 花村梨果：かとうかずこ

スキャンダルとして英治の記事を書き立てる雑誌の編集長。母、そして離婚した前夫との息子、翔と暮らしている。しかし多忙で家を空けることが多く、息子が山梨に住む前夫の元に家出した事がある。最終回で英治と久美には幸せになってほしいと呟く。
- 島津成明：高橋幸治

経済研究所の経営者。加山親子の後見人であり、かつては英治の父の友人であった。最終回で持病が悪化。国会での証人喚問の最中に突然、働くすべての若者たちを鼓舞するような言葉を残したあとに急死する。

### その他
- 上原重明：水上功治

不正融資に絡む架空取引に利用されたジュエリー会社の御曹司。久美に気があり、急接近していくが、殺害されて霧島家のクローゼットに押し込まれる。
- 田山涼成

田村と飯塚の上司。
- 小宮健吾

島津の秘書。
- 芹澤名人

梨果と一緒に英治を追う記者。英治を説教強盗と揶揄。その後、梨果と共に霧島家で上原の遺体を発見。
- 林昭夫
- 須永慶

生田の上司。
- 畑知子
- 日高奈留美
- 梨果の母：東恵美子

梨果、翔母子と同居。
- 今井あずさ
- 下村恵理
- 斉藤麻里
- 麻里万里

### ゲスト出演

#### 第1話
- とも：裕木奈江

昼は幼稚園の先生、夜はコンビニでバイトしており、怪我をした英治を手当てし匿う。
- 阪上和子

ともが勤務する幼稚園の園長。
- 伊藤高

ともが勤務する幼稚園のバス運転手で、英治を幼稚園まで乗せる。
- 支店長：佐々木勝彦

英治の上司で、英治に九州まで行くように命じ、その後自ら命を絶ってしまう。

#### 第2話
- 支店長の妻：原日出子
- 支店長の父：千秋実（特別出演）

#### 第3話
- トラック運転手：うじきつよし

恋人に振られたと思い込んで自棄になっていたが、英治との接触で積極的になってゆき、無事に復縁。英治に明るい笑顔で礼を言う。
- トラック運転手の恋人：設楽りさ子

#### 第4話・第5話
- 平林：菅田俊

デザイナーの霧島聖子に娘の世話を頼まれている料亭経営者(店の名前は「よしの」)ありさに誘拐犯だと嘘をつかれたのが英治との最初の出会いとなる。その直後に門扉の前に貼られた使用人募集の紙を見てやって来た英治を名前も聞かずに雇う。霧島家に対して恩があるとして媚び、聖子を「奥様」として憧れ、ありさに甘い態度を取り、従業員の明美から注意され口論になるが、のちに謝罪。思慮が浅く言動に大げさな面がある。英治に上原殺人容疑が掛かった時に刑事に対して「この男です」と証言。英治の無実を証言したいというありさに「あいつは極悪人」と諭して反感を抱かれる。
- 明美：水島かおり

平林の店で働いている。店より霧島家を優先させる平林の態度を苦々しく思っており、ありさが母に会えない寂しさから周囲に不遜な態度を取った時に厳しく接し、「人の気持ちを理解出来ない」「まともな人間にならない」として平手打ちをくらわし、英治の言う事が正しいと言い聞かせるが、ありさからは「いじめられた」と悪者にされ、平林に殴られて店を辞めると言い出すが直後に和解。平林を「旦那」と呼ぶ。店に偶然、駆け込んで来た久美から「国際電話を掛けたい」と頼まれて驚く。刑事から英治の事を聞かれるがありさと共に彼を庇う。
- 霧島ありさ：大野紋香

父が亡くなり、母が仕事で多忙で留守の為、広い家で独居の為に孤独を感じている。日常的に他人を陥れる様な嘘をついたり、仮病を使ったり、飯塚の車のタイヤをパンクさせるなど周囲に対して攻撃的、侮蔑的な態度を取り、使用人としてやって来た英治に事細かに注意され立腹し明美と対立。のちに目の前で英治が記者と乱闘しているのを目撃して外に出た時、家の近くを猛スピードで車が走って行くのを目撃。この頃から若干、態度に変化が見られる様になり、明美に心を開き英治を庇う。そして家に来た梨果が息子に家出されたと知って、「見送りに行こう」と一緒に駅まで行き、彼女に対して「努力したと知れば必ず喜んで貰える」「おばさんは私のママよりずっと良いお母さん」と言う。

#### 第6話
- 岡林信康

梨果の元夫。元はエリートサラリーマンだったが「別の道を歩みたい」と退職した事から梨果に離婚を切り出され親権も剥奪される。息子の名を冠した山小屋を経営。家出して来た翔と梨果から紹介された英治を泊めるが、翌日にやって来た梨果から「あなたに息子は任せられない」と言われてしまう。梨果が英治に関心を抱く一因となった人物。
- 松永麗子

怪我をしたとして山小屋に宿泊。実は上原を殺害したメンバーで、英治を罵倒した後、脱走しようとするが自損事故を起こして負傷する。

#### 第7話
- ゆかり：小松千春

高校生。体調の悪い英治に傘を貸し、その後いずみとみおの3人で英治を匿い、神戸まで連れていく。
- いずみ：三浦理恵子

父が医師であった事から英治に薬を持ってきて飲ませる。
- みお：瀬能あづさ

ゆかりと英治が神戸へ向かった当日、いずみと共に、英治を捜索する警察を三島駅周辺に引き付けるための行動を起こし、その後、高速道路に架かる橋からゆかりと英治が乗ったトラックを見送る。

#### 第8話
- 東ちづる

英治が偽名で勤務するホテルの上司、英治が東西銀行パリ支店に勤務していた時期に自分も仕事でパリに駐在していた女性。パリ支店で英治を見かけ想いを寄せていたことを告白する。

#### 第9話
- 野際陽子

飯塚の母親。
- 松本麻希
- 山本かなこ
- 渕野陽子

#### 第10話
- 秋山ふみえ：岩本千春

久美とは高校と短大の同級生。卒業後に事務員に就職し東京で一人暮らし。久美からの強引な依頼で英治を自宅アパートに匿うが、仕事中に同僚から「学校時代の友達なんて付き合ってない」と聞いた後、英治と久美の事を警察に通報。連行されてゆく久美に仕方なかったと詫び、その場で問い質した飯塚には「友達なんかじゃない」「脅されて匿った」と反論。一旦､警察で事情を聞かれて釈放後、英治に「久美がああなったのはあなたのせい」「あなたの様な男に引っかかる位ならいい事なんてなくていい」と罵り、号泣する。
- 五条まい

ふみえの同僚。ふみえがぼんやりしているのを見てどうしたのか聞いた後「東京での人付き合いなんて冷たいものだ」と言い、ふみえが通報するきっかけになる。
- 井上牧子

#### 第11話
- 蛍雪次朗

英治が銀行員時代に取引していた印刷工場の社長。

#### 最終話
- 上島竜兵

英治の元同僚。普段は気弱で大人しいが、熱い心を秘めている。

## 主題歌
- 「雨が叫んでる」歌・田原俊彦（作詞：M.MASINI・R.BURCHILL・D.MELOTTI・松井五郎　作曲：M.MASINI・R.BURCHILL・D.MELOTTI　編曲：船山基紀）

## スタッフ
- 脚本：矢島正雄
- 音楽：ニッキー・ホプキンス
- 企画：山田良明
- プロデュース：亀山千広、鎌田成穂
- 演出：赤羽博、中島悟、阿部雄一
- 技術協力：東通（現：TACT）、ブル
- 照明協力：ティ・エル・シー（現：TACT）
- 制作協力：AVEC
- 制作：フジテレビ第一制作部（現：編成制作局制作センター第一制作室）
- 制作著作：フジテレビ

## サブタイトル
| 話数   | 放送年月日    | サブタイトル                  | 潜伏先        | 演出     | 視聴率 |
| ------ | ------------- | ----------------------------- | ------------- | -------- | ------ |
| 第1話  | 1992年7月1日  | 愛と真実のために              | 小倉市        | 赤羽博   | 13.8%  |
| 第2話  | 1992年7月8日  | 燃えつきた手紙                | 萩市          | 赤羽博   | 11.3%  |
| 第3話  | 1992年7月15日 | しあわせの約束…               | 東京          | 中島悟   | 11.8%  |
| 第4話  | 1992年7月22日 | 扉の向こうに危険なワナが…     | 東京          | 阿部雄一 | 12.8%  |
| 第5話  | 1992年7月29日 | 追いつめた恋人たち            | 東京          | 赤羽博   | 6.7%   |
| 第6話  | 1992年8月5日  | 闇の中に誰かがいる…           | 勝沼町        | 中島悟   | 8.0%   |
| 第7話  | 1992年8月12日 | セーラー服に秘められた事実が… | 沼津市        | 阿部雄一 | 9.0%   |
| 第8話  | 1992年8月19日 | 容疑者を愛した女              | 大津市 京都市 | 赤羽博   | 12.7%  |
| 第9話  | 1992年8月26日 | 愛を賭けた非常線              | 神戸市        | 赤羽博   | 13.3%  |
| 第10話 | 1992年9月2日  | その男、緊急逮捕              | 東京          | 阿部雄一 | 14.3%  |
| 第11話 | 1992年9月9日  | 事件が消えた!                 | 東京          | 阿部雄一 | 13.1%  |
| 最終話 | 1992年9月16日 | 闘いは終わらない              | 東京          | 赤羽博   | 12.2%  |　